# جولیا سنت جان
جولیا سنت جان (انگلیسی: Julia St John؛ ‏ ۴ ژانویهٔ ۱۹۶۰) بازیگر اهل بریتانیا است.
از فیلم‌ها یا مجموعه‌های تلویزیونی که وی در آن‌ها نقش داشته‌است، می‌توان به تلفات، دکتر مارتین، جولین فلوز بررسی می‌کند: مرموزترین قتل و پوآرو اشاره نمود.